# Новая Припять
«Новая Припять» (бел. «Новая Прыпяць») — белорусский футбольный клуб из Ольшан.

## История
Клуб был создан как любительский, долгое время выступая в чемпионате Брестской области. Трижды клуб становился победителем чемпионата, а также обладателем Кубка Брестчины. В 2017 году клуб собирался подавать заявку для участия во Вторую лигу. В 2018 году клуб участвовал в Кубке Беларуси, дойдя до стадии 1/32 финала, где уступили бобруйской «Белшине». В 2019 году клуб сменил название на «Новую Припять». В 2021 году клуб заявился во Вторую лигу.
В сезоне 2023 года футбольный клуб занял второе место в брестском дивизионе «Восток», где позже в финальном этапе дивизиона завоевал путёвку в финальную часть чемпионата.

## Названия
- «Припять»
- «Новая Припять» (с 2019)

## Достижения
Чемпионат Брестской области
 Победитель: 2016, 2018, 2019
 Серебряный призёр: 2020
Главный тренер с 2021 года — Николай Симонович.